# Kościół Świętych Apostołów Piotra i Pawła w Zakrzowie Turawskim
Kościół Świętych Apostołów Piotra i Pawła – rzymskokatolicki, zabytkowy kościół filialny w Zakrzowie Turawskim. Świątynia należy do parafii św. Katarzyny Aleksandryjskiej w Ligocie Turawskiej w dekanacie Zagwiździe, diecezji opolskiej. Dnia 26 listopada 1953 roku, pod numerem 58/53, kościół został wpisany do rejestru zabytków województwa opolskiego (wypisany z rejestru)

## Historia kościoła
Kościół w Zakrzowie Turawskim został wybudowany w 1759 roku. Jest to budowla o konstrukcji zrębowej, z prostokątną nawę i wyodrębnionym prezbiterium. Kwadratowa wieża łączy się z korpusem kościoła od zachodu i jest zakończona cebulastym hełmem. Wnętrze zdobią zabytkowe:
- barokowa chrzcielnica z XVIII wieku,
- gotycka figura Matki Boskiej z Dzieciątkiem z XIV wieku.[2][4]